# Industrializzazione

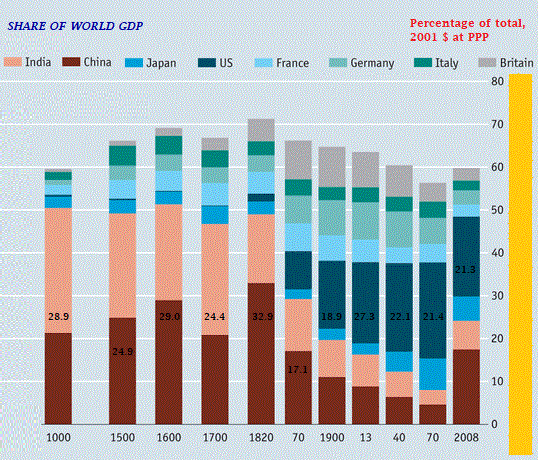
Effetto dell'industrializzazione sull'incremento del livello delle entrate a partire dal 1950. Il grafico mostra il prodotto interno lordo (a parità di potere di acquisto) fra il 1000 e il 1950 in Dollari internazionali per nazioni selezionate.

Con il termine industrializzazione si intende quel processo di trasformazione di una società da uno stadio rurale (società preindustriale) ad uno industriale, con forte inurbamento e abbandono delle campagne a favore del lavoro nelle fabbriche. L'industrializzazione si manifestò in maniera crescente per la prima volta negli Stati Uniti e in Europa, soprattutto in Inghilterra nel corso del XIX secolo in seguito all'avvento della prima rivoluzione industriale.

## Descrizione
L'industrializzazione fa parte di quel fenomeno che porta avanti il concetto di modernizzazione, del miglioramento della vita e della collettività. Il miglioramento nell'ambito della industrializzazione viene inteso come aumento del benessere, delle comodità, dei servizi, della mobilità, della sicurezza ecc. L'industrializzazione come processo di cambiamento parte in Europa nel XVII secolo ed in particolare in Gran Bretagna ed in Germania, in Italia arriverà un po' più tardi.
L'industrializzazione cammina di pari passo con l'evoluzione tecnologica, ci sono scoperte che hanno letteralmente cambiato il modo di pensare la vita quotidiana. Invenzioni come il motore a vapore, il motore endotermico, l'energia elettrica, il telegrafo, il telefono, internet, stravolgono anche un metodo di vita creando un'era tecnologica. L'industrializzazione quindi è di fatto anche un processo culturale, ma come in ogni trasformazione sociale ci sono aspetti collaterali, uno dei quali è il capitalismo.
L'industrializzazione razionale pratica un bilancio su ciò che è fattibile e ciò che non lo è per danni futuri all'uomo e all'ambiente, l'industrializzazione selvaggia (soprattutto nei processi produttivi) spesso ha una sola regola che è quella di fare un bilancio tra costi e benefici in maniera assoluta.

### Il problema del processo di industrializzazione e le varie discipline
Il processo di industrializzazione viene studiato da molte discipline come l'economia, l'ingegneria, la sociologia, l'ecologia, la politica, al fine di governarla e guidarla. Ci sono essenzialmente tre correnti di pensiero in merito:
- L'industrializzazione come processo naturale evoluzione lineare
- L'industrializzazione dipendente (selvaggia) dal mercato economico (economia)
- L'industrializzazione come piano programmatico sulla vocazione del territorio a basso impatto ambientale.